# Bisgoeppertia
Bisgoeppertia es un género  de plantas con flores perteneciente a la familia Gentianaceae.  Comprende 5 especies descritas y de estas solo 3 aceptadas.

## Taxonomía
El género fue descrito por  Carl Ernst Otto Kuntze y publicado en Revisio Generum Plantarum 2: 426. 1891.

## Especies aceptadas
A continuación se brinda un listado de las especies del género Bisgoeppertia aceptadas hasta marzo de 2014, ordenadas alfabéticamente. Para cada una se indica el nombre binomial seguido del autor, abreviado según las convenciones y usos. 
- Bisgoeppertia gracilis (Wright ex Griseb.) Kuntze
- Bisgoeppertia robustior Greuter & R.Rankin
- Bisgoeppertia scandens (Spreng.) Urb.